# Schistidium torreyanum
Schistidium torreyanum là một loài Rêu trong họ Grimmiaceae. Loài này được (Brid.) Ochyra mô tả khoa học đầu tiên năm 1998.